# Why So Serious?
„Why So Serious?” – singel południowokoreańskiej grupy SHINee, wydany cyfrowo 26 kwietnia 2013 roku w Korei Południowej. Singel promował album studyjny Chapter 2. Why So Serious? – The Misconceptions of Me. Singel sprzedał się w Korei Południowej w nakładzie 447 753 egzemplarzy.
Choreografia do teledysku Why So Serious? została opracowana przez Devina Jamiesona. Teledysk do utworu ukazał się 25 kwietnia 2013 na oficjalnym kanale YouTube wytwórni.

## Lista utworów
| Nr | Tytuł             | Słowa  | Muzyka                              | Czas |
| -- | ----------------- | ------ | ----------------------------------- | ---- |
| 1. | "Why So Serious?" | Kenzie | Kenzie, Kim Cheong-bae, Andrew Choi | 3:40 |

## Notowania
| Lista                       | Pozycja |
| --------------------------- | ------- |
| Gaon Weekly Digital Chart   | 15      |
| Gaon Monthly Digital Chart  | 29      |
| Gaon Streaming Chart        | 26      |
| Gaon Weekly Download Chart  | 12      |
| Gaon Monthly Download Chart | 32      |
| Gaon Mobile Chart           | 25      |